# Donnell Harvey
Pour les articles homonymes, voir Harvey.
Donnell Harvey, né le 26 août 1980 à Shellman (Géorgie), aux États-Unis, est un joueur américain de basket-ball. Il évolue au poste d'ailier fort.